# کلاب (مجله)
کلاب (به انگلیسی: Club) یک مجله پورنوگرافی آمریکایی است که به مجله کلاب اینترنشنال انگلستان وابسته است. کلاب، مجله‌ای با محتوا و محوریت جنسی است که مقاله‌ها، نقد فیلم‌ها، عکس‌های هاردکور، لزبین، استفاده از آلت مصنوعی و خودارضایی را منتشر می‌کند.

## تاریخچه
در اوایل کار این مجله، در دهه ۱۹۹۰ این مجله تنها شامل عکس‌های سافت کور و غیر عریان از دو مدل خود، چارمین سینکلر و جوآن گوئست بود.
کلاب و انتشارات خواهران آن در انگلیس ، کلوب اینترنشنال ، مهمترین نشریات انتشارات پاول ریموند است که هشت مورد از ده مجله بزرگسال بزرگسال را در انگلیس توزیع می کند. 

## مدیریت
هنگامی که انتشارات پاراگون ، در ایالات متحده ، درخواست ورشکستگی کرد ، توسط انتشارات پاول ریموند تصرف شد. در آگوست 2009 ، گروه انتشارات مگنا مجله Club و انتشارات خواهر آن را از Club Media Inc خریداری کرد و تعداد عناوین منتشر شده را به بیش از شصت عنوان افزایش داد. این معامله همچنین شامل نشریات خواهر ، کلوب اینترنشنال ، باشگاه محرمانه و بهترین ها از کلوب بود. گروه انتشارات مگنا همچنین عناوین معتبر مجلات مردانه مانند سوانک ، جنسیس ، فاکس ، گالری ، مخمل و جنت را تولید می کند. در دسامبر 2015 گروه انتشارات مگنا توسط 1-800-PHONESEX خریداری شد. 

## محتوا و ویژگی‌ها
مجله کلاب از بخش‌های ثابتی برخوردار است:  
- «دختر ماه»: معرفی مدل‌های جدید با عکس‌های اختصاصی
- «نقد سینمایی»: تحلیل فیلم‌های پورنو با امتیازدهی به کیفیت تولید و عملکرد بازیگران
- «تکنیک‌ها»: آموزش موقعیت‌های جنسی و استفاده از ابزارهای کمکی
- «مصاحبه صریح»: گفتگوهای بی‌پرده با ستاره‌های صنعت بزرگسالان

### نوآوری‌های بصری
در سال ۲۰۱۲، کلاب اولین مجله بزرگسالان آمریکایی بود که از فناوری واقعیت افزوده در صفحات خود استفاده کرد. خوانندگان با اسکن کدهای QR می‌توانستند به ویدیوهای اختصاصی دسترسی پیدا کنند.

## آمار و ارقام
- تیراژ اوج: ۱۵۰٬۰۰۰ نسخه در ماه (۲۰۰۵)
- تیراژ فعلی: ۲۲٬۰۰۰ نسخه (۲۰۲۲)[۴]
- میانگین سن خوانندگان: ۲۹-۴۵ سال
- نسبت جنسیتی مخاطبان: ۸۷٪ مرد، ۱۳٪ زن

## تاثیر فرهنگی
مجله کلاب، در کنار مجلات مشابه دهه‌های ۷۰ و ۸۰، در شکل‌گیری تصویر فرهنگی از پورنوگرافی تجاری نقش داشت. این نشریه همچنین در توزیع و ترویج برخی از بازیگران مشهور فیلم‌های بزرگسال نقش مؤثر داشت و به‌عنوان بستری برای تبلیغ آن‌ها عمل کرد.